# Carmelo Morales Erostarbe
Carmelo Morales Erostarbe (Balmaseda, Biscaia, 4 de desembre de 1930 – Castro Urdiales, Cantàbria, 28 d'abril de 2003) va ser un ciclista espanyol, anomenat el jabalí, professional entre 1951 i 1963. En aquests anys aconseguí 43 victòries, destacant una etapa a la Volta a Espanya de 1957 i una altra a la Volta a Catalunya de 1953. Era germà del també ciclista Roberto Morales.
Tot i haver nascut a Biscaia, la major part de la seva vida va estar vinculat a Castro Urdiales (Cantàbria). En retirar-se de la pràctica professional del ciclisme continuà vinculat a aquest esport com a president de la Federació Càntabra de Ciclisme.

## Palmarès
- 1951
  - 1r al Gran Premi de Laudio
- 1953
  - Vencedor d'una etapa a la Volta a Catalunya
- 1955
  - 1r al Gran Premi Ajuntament de Bilbao
  - Vencedor d'una etapa a la Volta a Galícia
- 1956
  -  Campió d'Espanya de Muntanya
  -  Campió d'Espanya de regions de contrarellotge, amb Biscaia
  - 1r al Circuit Montañés i vencedor de 2 etapes
  - 1r al Gran Premi de Burgos i vencedor d'una etapa
  - 1r al Gran Premi de Lekeitio i vencedor de 2 etapes
- 1957
  - Vencedor d'una etapa a la Volta a Espanya
  - Vencedor d'una etapa al Circuit Montañés
- 1960
  - 1r a la Clàssica de Primavera
- 1961
  - 1r al Circuit Montañés i vencedor de 2 etapes

### Resultats a la Volta a Espanya
- 1955. 12è de la classificació general
- 1956. 14è de la classificació general
- 1957. 16è de la classificació general. Vencedor d'una etapa
- 1960. 15è de la classificació general
- 1961. 9è de la classificació general

### Resultats al Tour de França
- 1955. Fora de control (10a etapa)
- 1956. 77è de la classificació general
- 1957. 54è de la classificació general
- 1958. Abandona (13a etapa)
- 1959. 43è de la classificació general
- 1960. 20è de la classificació general
- 1961. Fora de control (2a etapa)